# 3DO Interactive Multiplayer
El 3DO Interactive Multiplayer, a menudo llamado 3DO, es una consola de videojuegos doméstica desarrollada por The 3DO Company. Concebida por el emprendedor y fundador de Electronic Arts Trip Hawkins, la 3DO no era una consola fabricada por la propia empresa, sino una serie de especificaciones, originalmente diseñadas por Dave Needle y R. J. Mical de New Technologies Group, que podían ser licenciadas por terceros. Panasonic produjo los primeros modelos en 1993, y GoldStar (ahora LG Electronics) y Sanyo lanzaron nuevas versiones del hardware en 1994.
A pesar de tener un lanzamiento muy promocionado (incluido ser nombrado "Producto del año 1993" de la revista Time) y ser una gran cantidad de tecnologías de vanguardia, el alto precio de 3DO y un mercado de consolas sobresaturado impidieron que el sistema lograra un éxito comparable al de los competidores veteranos Sega y Nintendo. Como resultado, se suspendió a principios de 1997, justo después de una temporada navideña infructuosa.

## Historia
El 3DO Interactive Multiplayer fue concebido originalmente por The 3DO Company, fundada en 1991 por el fundador de Electronic Arts, Trip Hawkins. El objetivo de la empresa era crear un estándar de entretenimiento/videojuego basado en CD de próxima generación que sería fabricado por varios socios y licenciatarios; 3DO cobraría regalías por cada consola vendida y por cada juego fabricado. Para los editores de juegos, la baja tasa de regalías de US$ 3 por juego era un mejor trato que las regalías más altas pagadas a Nintendo y Sega al hacer juegos para sus consolas. El hardware 3DO en sí fue diseñado por Dave Needle y R.J. Mical (diseñadores de Commodore Amiga y Atari Lynx), a partir de un esquema en una servilleta de restaurante en 1989. Trip Hawkins conocía desde hacía mucho tiempo a Needle y Mical y descubrió que su diseño se ajustaba muy de cerca a su filosofía de arquitectura y enfoque, por lo que decidió que "En lugar de comenzar un equipo nuevo y comenzar desde cero, tenía mucho sentido ... unir fuerzas con ellos y dar forma a lo que estaban haciendo en lo que yo quería que fuera."
The 3DO Company carecía de los recursos necesarios para fabricar consolas y, en cambio, concedía licencias del hardware a otras empresas para su fabricación. Trip Hawkins relató que se acercaron a todos los fabricantes de productos electrónicos, pero que sus principales objetivos eran Sony y Panasonic, las dos empresas de productos electrónicos de consumo más grandes del mundo. Sin embargo, Sony ya había comenzado a desarrollar su propia consola, la PlayStation, y finalmente decidió continuar trabajando en ella en lugar de firmar con 3DO. Según el ex CEO de Sega, Tom Kalinske, The 3DO Company estaba involucrada en conversaciones muy serias para que Sega se involucrara con 3DO. Sin embargo, Sega lo transmitió debido a preocupaciones sobre el costo. Panasonic lanzó el 3DO con su modelo FZ-1 en 1993, aunque Goldstar y Sanyo más tarde también fabricarían el 3DO. Entre las empresas que obtuvieron la licencia de hardware pero que nunca vendieron unidades 3DO se incluyen Samsung, Toshiba  y AT&T, que llegaron a construir prototipos de unidades AT&T 3DO y exhibirlas en el Consumer Electronics Show de enero de 1994.
La concesión de licencias a fabricantes independientes encarecía enormemente el sistema. Los fabricantes tenían que obtener ganancias con el hardware en sí, mientras que la mayoría de los principales fabricantes de consolas de juegos, como Sega y Sony, vendían sus sistemas con pérdidas, con la expectativa de compensar la pérdida con ventas de software. El 3DO tenía un precio de 699 dólares estadounidenses, muy por encima de los sistemas de juego de la competencia y estaba dirigido a usuarios de alta gama y  primeros usuarios. Hawkins ha argumentado que 3DO se lanzó a US$599, y no "mitos más altos que a menudo se reportan".  En una entrevista posterior, Hawkins aclaró que si bien el precio minorista sugerido era de US$699, no todos los minoristas vendían el sistema a ese precio. Los modelos posteriores de Goldstar, Sanyo y Panasonic eran menos costosos de fabricar que el FZ-1 y se vendieron a precios considerablemente más bajos. Por ejemplo, el modelo Goldstar se lanzó a US$399. Además, después de seis meses en el mercado, el precio del FZ-1 había caído a US$499, lo que llevó a algunos a afirmar que el costo del 3DO no fue un factor tan importante en su falla de mercado como se suele afirmar.
Hawkins afirmó que la consola era compatible con HDTV y que la empresa podría usar su tecnología para un decodificador. Computer Gaming World informó en enero de 1994 que 3DO "está preparado para una avalancha de soporte de software que aparecerá en los próximos 12 meses", a diferencia de Atari Jaguar y Pioneer LaserActive. La revista predijo que "si los licenciatarios de 3DO pueden obtener suficientes máquinas y software en el mercado, esto podría convertirse en la máquina de nivel de entrada del jugador interactivo" y posiblemente "la solución plug and play ideal para aquellos de nosotros que estamos cansados de jugar a la ruleta con placa de circuito con nuestras computadoras personales". Electronic Arts promocionó la consola en anuncios de dos páginas, describiéndola como un "salto tecnológico" y prometiendo "veinte títulos nuevos ... durante los próximos doce meses".

### Lanzamiento
El lanzamiento de la plataforma en octubre de 1993 recibió una gran atención de la prensa como parte de la "ola multimedia" en el mundo de la informática en ese momento. Return Fire, Road Rash, FIFA International Soccer y Jurassic Park Interactive estaban programados para sus lanzamientos, pero se retrasaron hasta mediados de 1994 debido a los problemas de los desarrolladores con el hardware de última generación en ese momento. Además, la 3DO Company realizó actualizaciones continuas en el hardware de la consola casi hasta el lanzamiento del sistema, lo que resultó en que varios títulos de terceros perdieran la fecha de lanzamiento, en algunos casos por menos de un mes, porque los desarrolladores no tuvieron tiempo suficiente para probarlos completamente en el hardware finalizado. El único software de 3DO disponible en el lanzamiento fue el juego de terceros Crash 'n Burn. Panasonic tampoco pudo fabricar una gran cantidad de la consola a tiempo para el día del lanzamiento y, como resultado, la mayoría de las tiendas minoristas solo recibieron una o dos unidades. A mediados de noviembre, 3DO había vendido 30 000 unidades.
El sistema fue lanzado en Japón en marzo de 1994 con una alineación inicial de seis juegos. El lanzamiento japonés tuvo un éxito moderado, con 70.000 unidades enviadas a 10.000 tiendas. Sin embargo, las ventas pronto cayeron y en 1995 el sistema era conocido en Japón como un anfitrión de lanzamientos pornográficos.

### Declive
El reclamo de 3DO del título de la consola más avanzada del mercado se perdió con los lanzamientos de 1995 (1994 en Japón) de Sony PlayStation y Sega Saturn. The 3DO Company respondió enfatizando la gran biblioteca de software existente de su consola, el precio más bajo (tanto los modelos Panasonic como Goldstar costaban 299 dólares en ese momento) y el sucesor prometido: el M2. Para asegurar a los consumidores que el 3DO todavía sería compatible, el M2 se anunció inicialmente como un complemento para el 3DO. Más tarde se reveló que M2 sería una consola completamente separada, aunque con retrocompatibilidad con versiones anteriores de 3DO. Finalmente, el proyecto M2 se canceló.
A diferencia de Panasonic, Goldstar inicialmente produjo solo hardware 3DO, no software. Esto dificultó la gestión de caídas de precios competitivos, y cuando el precio del Goldstar 3DO bajó a 199 dólares en diciembre de 1995, la empresa sufrió una pérdida de más de 100 dólares en cada venta. Goldstar intentó cambiar al modelo habitual de la industria de vender hardware con pérdidas y beneficiarse del software, pero aunque se publicaron un puñado de juegos para Goldstar 3DO, la operación de desarrollo de software de Goldstar llegó demasiado tarde para permitirles obtener ganancias en 3DO. Esta falta de un modelo de negocio rentable, combinada con la adquisición de los derechos exclusivos de la tecnología M2 por parte de Panasonic, se citaron como las dos razones principales por las que Goldstar dejó de apoyar el 3DO a principios de 1996. Durante el segundo trimestre de 1996, varios de los partidarios de software más leales de 3DO, incluida la división de software de The 3DO Company, anunciaron que ya no fabricaban juegos para el sistema, dejando a Panasonic como la única empresa que apoya el desarrollo activo de software para 3DO. En abril de 1996, Panasonic redujo el precio de su sistema 3DO a 199 dólares y, en junio, Goldstar anunció que abandonaría el mercado 3DO.
El sistema 3DO finalmente se suspendió en febrero de 1997 después de una temporada de vacaciones mediocre en 1996, que vio una dura competencia contra la PlayStation y la recién debutada Nintendo 64. No se lanzaron nuevos juegos para 3DO, y durante este tiempo los últimos lotes de consolas 3DO y los juegos se vendieron en liquidación. A esto le siguió un cierre completo de todo el desarrollo de hardware interno y la desinversión de la tecnología M2. The 3DO Company se reestructuró por esta misma época, vendiendo su división de hardware para convertirse en una empresa multiplataforma centrada en el desarrollo de software y juegos en línea.
Se considera que el alto precio inicial es uno de los muchos problemas que llevaron al fracaso de 3DO junto con la falta de financiación significativa de la que se beneficiaron empresas más grandes como Sony. En una entrevista poco después de que The 3DO Company abandonara el soporte para el sistema, Trip Hawkins atribuyó su falla al modelo de licenciar toda la fabricación de hardware y software a terceros. Razonó que para que una consola fuera un éxito, necesitaba una sola empresa fuerte para tomar la iniciativa en marketing, hardware y software, y señaló que era esencialmente una falta de coordinación entre The 3DO Company, Panasonic y desarrolladores de software de 3DO que llevaron al lanzamiento de la consola con un solo juego listo.

## Hardware
La edición original de la consola, la FZ-1, fue referida en su totalidad como 3DO REAL Interactive Multiplayer. La consola tenía características de hardware avanzadas en ese momento: una CPU RISC ARM60 de 32 bits, dos coprocesadores de video personalizados, un DSP personalizado de 16 bits y un coprocesador matemático personalizado. También incluía 2 megabytes (MB) de DRAM, 1 MB de VRAM y una unidad de CD-ROM de doble velocidad para CD+G principales o Photo CD (y Video CD con un módulo de video MPEG adicional). El 3DO incluyó el primer sintetizador de luz en una consola de juegos, convirtiendo la música de un CD en un patrón de color fascinante.
El 3DO es una de las pocas unidades basadas en CD que no cuentan con bloqueo regional ni protección de copia, lo que facilita el uso de copias ilegales o homebrew. Aunque no hay ningún bloqueo regional presente en ninguna máquina 3DO, algunos juegos japoneses no se pueden jugar en consolas 3DO que no sean japonesas debido a una fuente kanji especial que no estaba presente en el firmware de la consola en inglés. Los juegos que tienen problemas de compatibilidad incluyen Sword and Sorcery (que se lanzó en inglés con el título Lucienne's Quest), el videojuego para adultos Twinkle Knights y una versión de demostración de Alone in the Dark.

### Especificaciones técnicas
Procesador

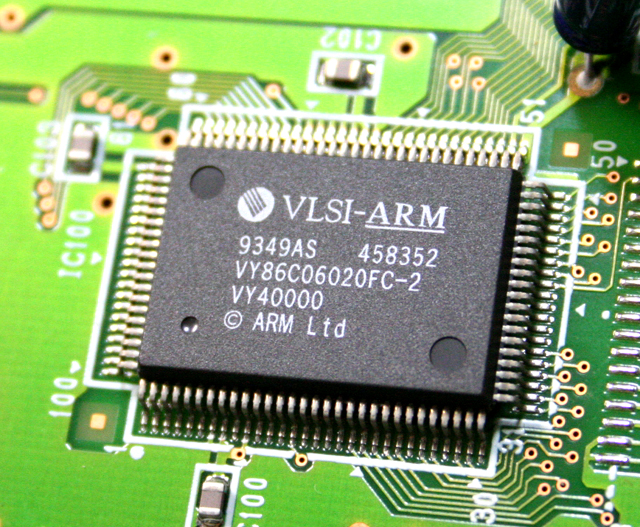
La CPU RISC de 3DO.

- CPU RISC de 32 bits a 12,5 MHz (ARM60): utilizando VY86C060-20FC/VY86C06020FC-2 (la velocidad de stock nativa de los chips 20FC es a 20 MHz).
- Coprocesador matemático personalizado (no utiliza la unidad ARM FPA estándar).
- 32 KB SRAM[1]

Vídeo

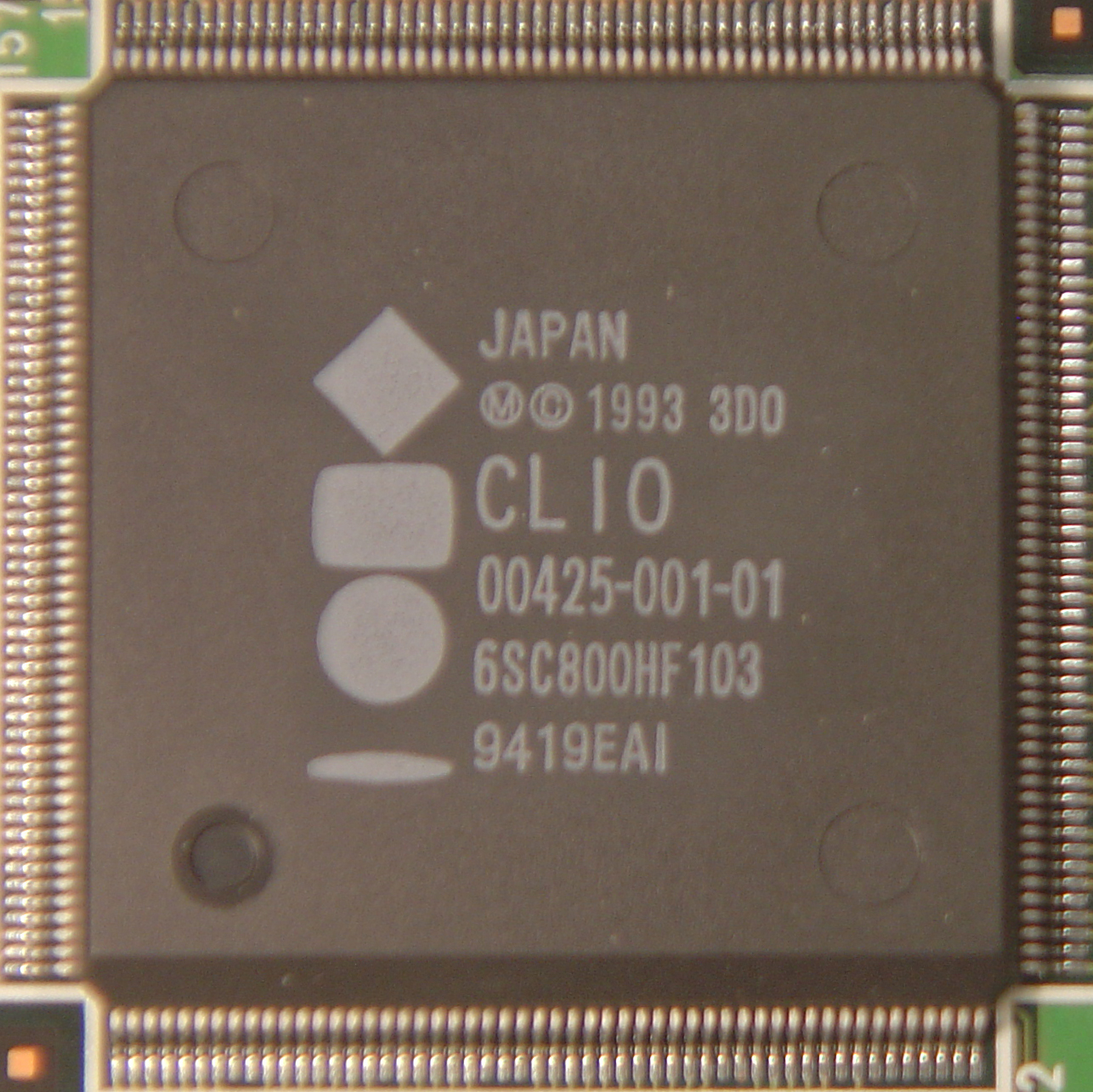
Acelerador de gráficos Panasonic FZ-1 "Clio".

- Resolución 640 × 480 (interpolada), 320 × 240 (real) 60 Hz para la versión NTSC y 768 × 576 (interpolada), 384 × 288 (real) 50 Hz para la versión PAL con color paletizado de 16 bits (de 24 a bit) o truecolor de 24 bits.
- Dos coprocesadores de video capaces de producir de 9 a 16 millones de píxeles por segundo (36 a 64 megapíxeles/s interpolados), distorsionados, escalados, rotados y mapeados con textura.

Placa del sistema

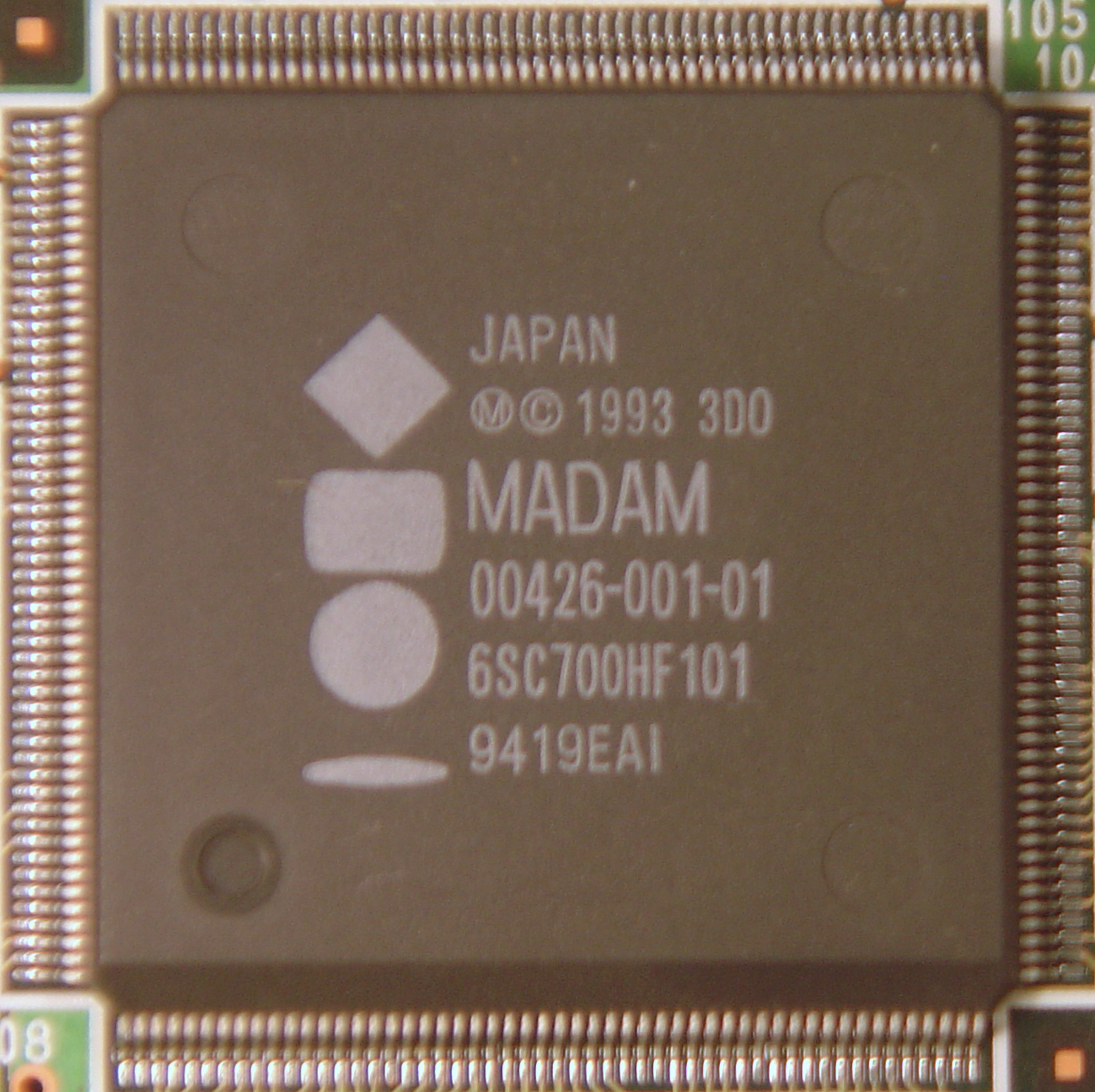
Acelerador de gráficos Panasonic FZ-1 "Madam".

- Velocidad de bus de 50 MB/s (bus síncrono de 32 bits a 20 MHz)
- 36 canales DMA
- 2 MB de RAM principal[1]
- 1 MB de VRAM[1]
- 2 puertos de expansión

Sonido
- Sonido estéreo de 16 bits[1]
- Reproducción estéreo de CDDA.
- Frecuencia de muestreo de sonido de 44,1 kHz[1]
- Admite sonido envolvente Dolby de 4 canales
- Procesador de señal digital (DSP) personalizado de 20 bits: acumulador de 20 bits con registros de parámetros de 16 bits para mayor precisión, integrado en el chip CLIO.
- 13 canales DMA de entrada digital, para ser muestreados y distorsionados por el DSP.

Soporte
- Unidad de CD-ROM de transferencia de datos de 300 kB/s de doble velocidad (según el fabricante) con búfer de RAM de 32 KB
- Sistema operativo multitarea de 32 bits

### Conectividad

#### Audio y video
- Interruptor de RF Se puede usar un conector de RF con televisores más antiguos que carecen de entradas de video directas. La salida 3DO es compatible con la mayoría de los conmutadores de consola de vídeo existentes, incluidos los fabricados para NES/SNES, Sega Master System/Genesis y NEC Turbo Grafix RF. Esto proporciona una señal de video de calidad relativamente baja pero universalmente compatible.
- RCA compuesto El 3DO cuenta con puertos de audio y video compuesto estándar (conectores RCA amarillo/rojo/blanco) que son compatibles con cables estándar que también se usan en reproductores VHS y ciertos otros dispositivos de video y consolas de juegos, así como monitores de video de computadora más antiguos.
- S-Video El 3DO también ofrece un conector S-Video para una calidad de imagen mejorada en televisores más avanzados.

#### Energía
Todas las consolas 3DO tienen fuentes de alimentación integradas. Algunos modelos (Panasonic 3DO FZ-1, Sanyo TRY 3DO y Goldstar 3DO) tienen cables de alimentación cableados, otros (Panasonic 3DO FZ-10) utilizan un cable de alimentación IEC 60320 C7 "figura 8". Todas las especificaciones de los modelos norteamericanos son CA 120 V 60 Hz 30 W.

### Accesorios básicos

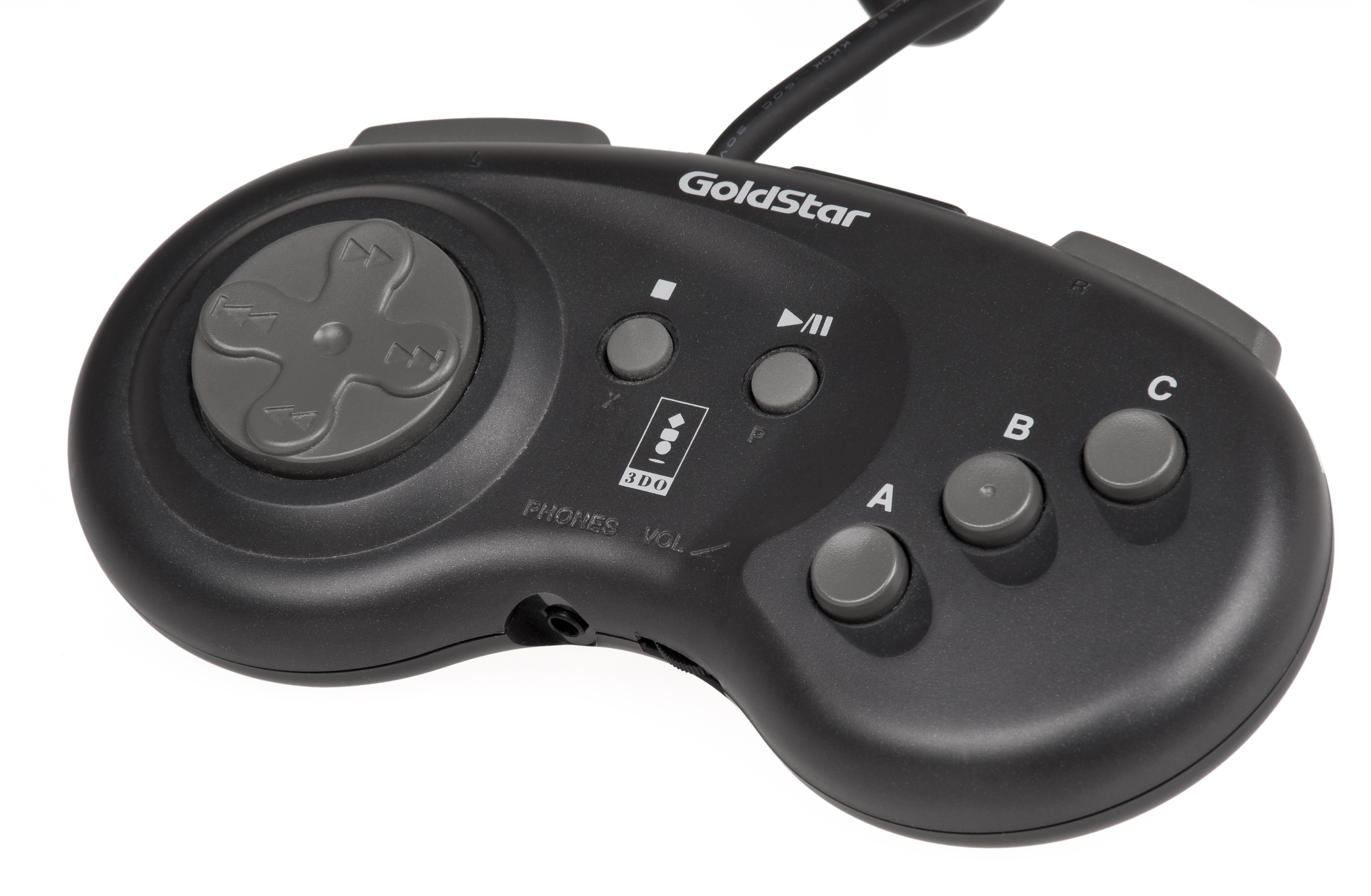
Controlador GoldStar 3DO.

La mayoría de los sistemas 3DO se envían con un controlador estándar, así como cables de alimentación y A/V. Los controladores 3DO eran únicos en el sentido de que la unidad base del sistema contenía solo un puerto de controlador y los controladores se podían conectar físicamente en cadena a través de un puerto en la parte posterior de cada controlador. Se pueden conectar hasta ocho controladores de esta manera. Todos los controladores de cada consola 3DO son compatibles entre sí.
Además, los controladores 3DO estándar lanzados con la Panasonic FZ-1 también contenían un conector para auriculares y control de volumen para reproducción silenciosa. El modelo GoldStar (LG) también incluía un controlador con esta función.
Varias empresas, incluida Logitech, produjeron controladores de terceros. World International Trading Corporation también lanzó un adaptador que permite usar controladores Super NES con 3DO.

### Pistola de luz
La única pistola de luz lanzada para 3DO fue Gamegun, un producto del desarrollador externo American Laser Games. A pesar de esto, se produjeron no menos de 10 juegos con soporte de armas ligeras para el sistema. La mayoría de estos eran puertos arcade de American Laser Games (incluido el infame Mad Dog McCree), pero Virgin Interactive y Digital Pictures también lanzaron juegos de pistola de luz 3DO.
El 3DO Gamegun usa el mismo diseño que el Gamegun lanzado para el Sega CD: un revólver naranja "Old West". Los Gameguns seleccionados albergan un puerto de controlador para que otro Gamegun pueda conectarse en cadena para un juego de dos jugadores, que es compatible con la mayoría de los títulos 3DO de American Laser Games.
Aunque no se lanzó ninguna pistola de luz para 3DO en Japón, las localizaciones japonesas de Demolition Man y Corpse Killer conservan el soporte de pistolas de luz, y los jugadores japoneses pueden jugar con Gameguns importadas.

### Ratón
Panasonic y Logitech lanzaron el mouse 3DO. El mouse Panasonic FZ-JM1 y Logitech 3DO son idénticos aparte de sus marcas. Menos de 20 juegos admitieron su uso, algunos de los cuales fueron optimizados para el controlador estándar o la pistola de luz en lugar del mouse. De los juegos de 3DO optimizados para su uso con el ratón, los más conocidos son Myst y Lemmings. El mouse Panasonic también se incluyó con la edición limitada Policenauts de Konami en Japón, que venía con una alfombrilla de mouse Policenauts.

### Otros
Home Arcade Systems lanzó un volante para 3DO que es compatible con varios títulos de carreras, incluido The Need for Speed.
La Panasonic FZ-EM256 es una unidad de memoria expandible de 256 KB que se conecta al puerto de expansión 3DO en la parte posterior de la consola. Fue lanzado en 1994 y vendido solo en Japón.
El mezclador de karaoke Panasonic 3DO permite a los propietarios de 3DO reproducir un CD de música estándar, bajar la voz, conectar uno o dos micrófonos y cantar sobre la música. Esta unidad no se lanzó en todos los mercados.

## Juegos
Algunos de los títulos mejor recibidos fueron puertos de arcade o juegos de PC que otros sistemas de la época no eran capaces de jugar, como Alone in the Dark, Myst y Star Control II. Otros títulos populares incluyen Total Eclipse, Jurassic Park Interactive, Gex, Crash 'n Burn, Slayer, Killing Time, The Need for Speed, Road Rash e Immercenary. La versión 3DO del título arcade Samurai Shodown fue el único puerto con gráficos fieles durante algún tiempo, y el Super Street Fighter II Turbo de 3DO fue el primer puerto con su audio con calidad de CD.
Dado que su lanzamiento coincidió con la llegada del moderno shooter en primera persona, el 3DO también tuvo algunos de los primeros miembros del género como exclusivos, como Escape from Monster Manor, el mencionado anteriormente Killing Time y PO'ed, así como también los puertos de Wolfenstein 3D y Doom.
Sin embargo, la biblioteca 3DO también exhibió rasgos menos exitosos de las consolas domésticas en ese momento. La 3DO fue una de las primeras consolas de CD-ROM, y algunos de los primeros títulos de la 3DO intentaron con frecuencia utilizar un juego al estilo de una película interactiva. Dichos títulos representaban todos o casi todos sus gráficos en video de movimiento completo, lo que requería que cualquier influencia interactiva del jugador se limitara en mayor medida que otros juegos de la época. Algunos juegos siguieron un solo desarrollo de eventos simplemente por indicaciones correctamente sincronizadas ejecutadas por el jugador. Night Trap, D, Mad Dog McCree y The Daedalus Encounter se encuentran entre los ejemplos más famosos de videojuegos de movimiento completo.

## Sistemas con licencia

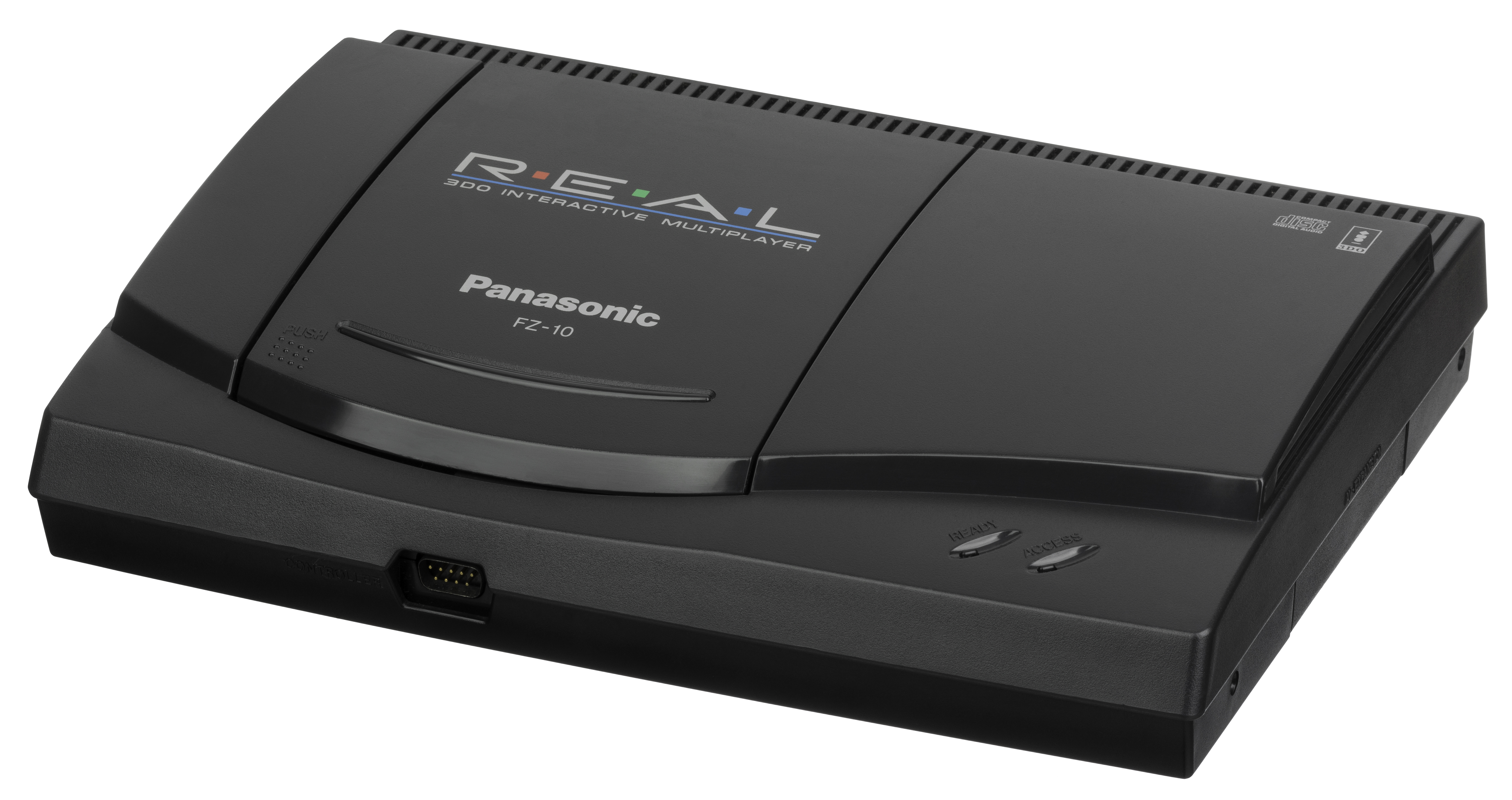
Panasonic FZ-10 R·E·A·L 3DO Interactive Multiplayer.

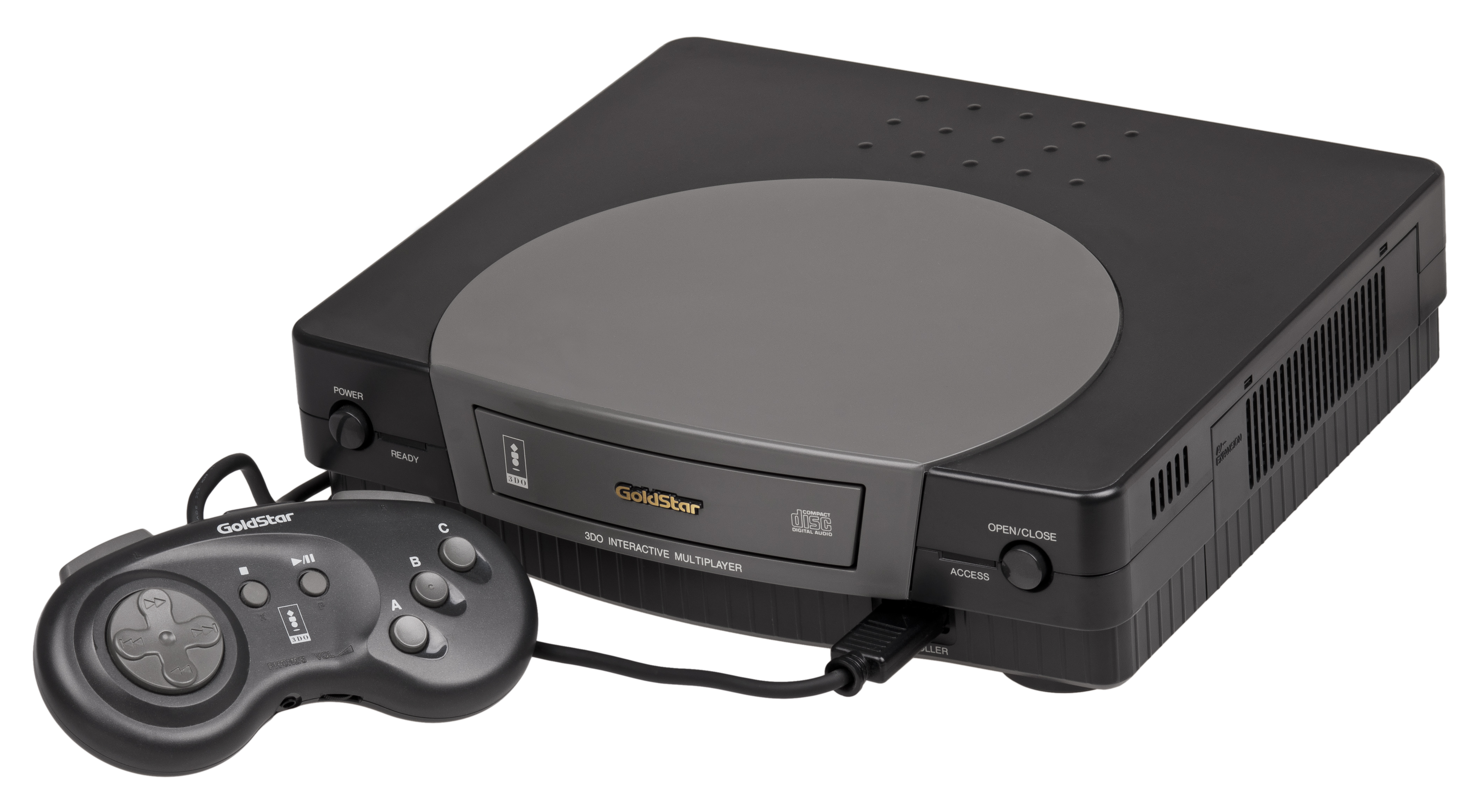
GoldStar (LG) 3DO Interactive Multiplayer.

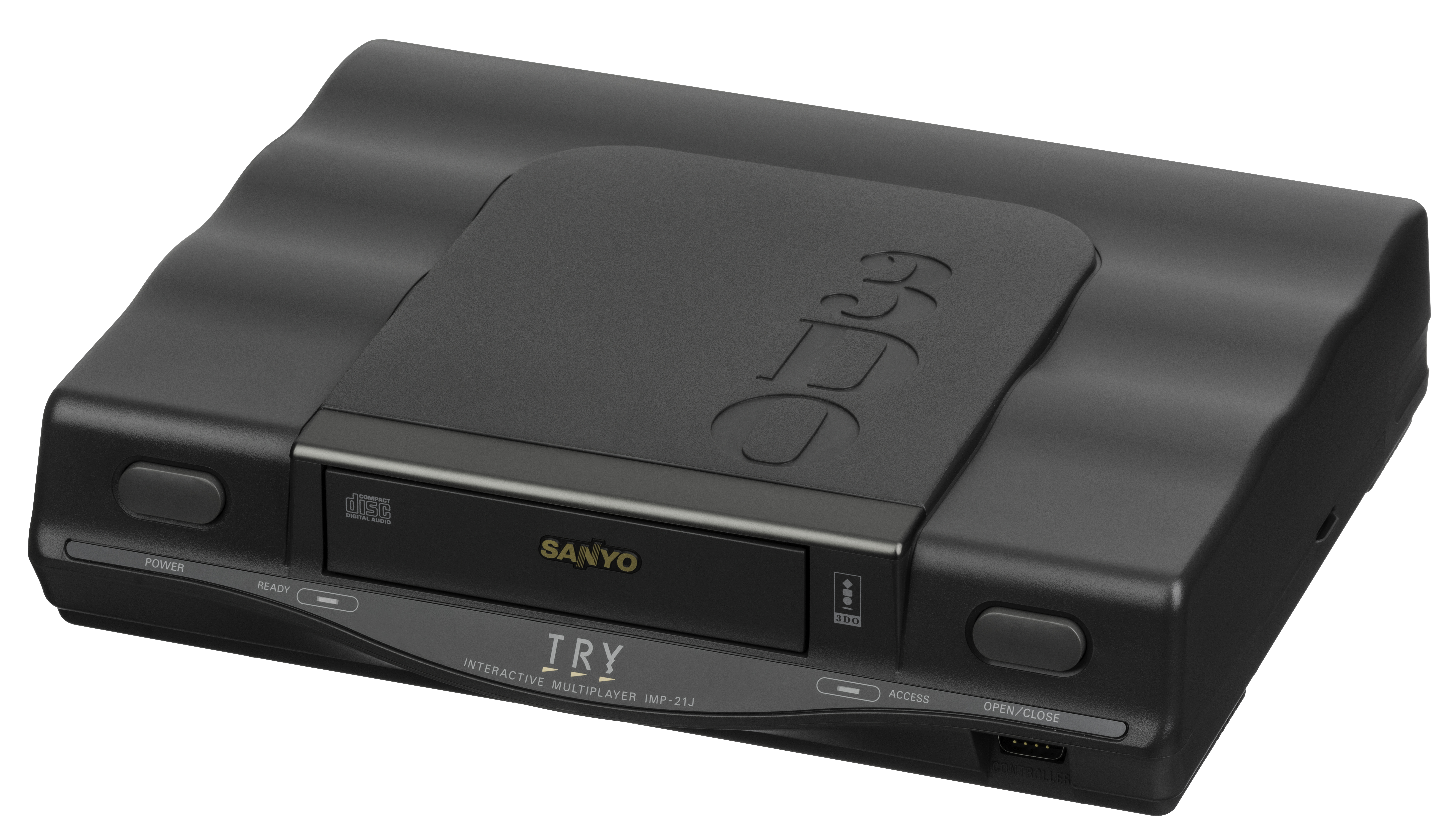
El Sanyo 3DO TRY.

Varios fabricantes diferentes produjeron el sistema 3DO. Las versiones de Panasonic son las más conocidas y habituales.
- Panasonic FZ-1 R·E·A·L 3DO Interactive Multiplayer (Japón, Asia, Norteamérica y Europa): el primer sistema 3DO, que inicialmente tenía un precio de 699,99 dólares en EE. UU. y 79.800 yenes (aproximadamente 712 dólares estadounidenses) en Japón.[38] El precio se redujo posteriormente a 399,99 dólares en el otoño de 1994.[39]
- Panasonic FZ-10 R·E·A·L 3DO Interactive Multiplayer (Japón, Norteamérica y Europa): lanzado el 11 de noviembre de 1994 (un año después de la FZ-1), es un modelo menos costoso, más delgado y más liviano y reemplazó el FZ-1 en la cartera de Panasonic. El FZ-10 contó con una bandeja de CD de carga superior, un administrador de memoria interna y reposicionó los LED y el puerto del controlador. El controlador también es más pequeño y liviano que el incluido con el FZ-1, pero carece de una salida de auriculares.
- Panasonic N-1005 3DO CD Changer "ROBO" (solo Japón) - Una consola personalizada FZ-1, equipada con una unidad de CD de cinco discos.
- Sanyo IMP-21J TRY 3DO Interactive Multiplayer  (solo en Japón): lanzado en marzo de 1995, este modelo tiene el cabezal de recogida en la bandeja (que se asemeja a una unidad óptica de computadora portátil).[40] Se fabricó en cantidades medias antes de que se descontinuara.
- GoldStar GDO-101 Alive 3DO Interactive Multiplayer (Corea del Sur): lanzado en 1994, este modelo es similar en apariencia física al modelo Panasonic.
- GoldStar GDO-101M 3DO Interactive Multiplayer (Norteamérica y Europa): una versión del GDO-101 para mercados extranjeros.
- GoldStar GDO-203P 3DO Alive II (solo en Corea del Sur): el más raro de todos los sistemas, que se asemeja a una PlayStation muy redondeada.
- Creative 3DO Blaster: una tarjeta de expansión ISA para PC con una unidad de CD-ROM de doble velocidad y un controlador que permite que las PC compatibles con Windows puedan jugar juegos 3DO. Producido por Creative Labs.
- Arcade: American Laser Games utilizó hardware basado en 3DO para varios títulos de arcade.[41]

## Recepción
Al revisar el 3DO justo antes de su lanzamiento, GamePro le dio un "pulgar hacia los lados". Comentaron que "El 3DO es el primer sistema de CD-ROM que da un verdadero salto adelante en gráficos, sonido y diseño de juegos". Sin embargo, cuestionaron si pronto quedaría obsoleto por el próximo Jaguar CD y "Project Reality" (más tarde lanzado como Nintendo 64) y sintieron que aún no había suficientes juegos para justificar una compra, y recomendaron que los jugadores esperaran varios meses para ver si el sistema obtendría una biblioteca de juegos que valiera la pena. El 3DO recibió el premio al peor lanzamiento de consola de 1993 por Electronic Gaming Monthly. En una revisión especial de Game Machine Cross Review en mayo de 1995, Famicom Tsūshin calificaría a la consola 3DO Real con un 26 de 40. Next Generation revisó el 3DO a finales de 1995. Observaron que debido principalmente a su lanzamiento temprano, tenía una base instalada más grande y juegos de más alta calidad que los recién lanzados Sega Saturn y Sony PlayStation, lo que lo convierte en una alternativa viable a esos sistemas. Sin embargo, debatieron si podría seguir siendo un competidor serio a largo plazo, a la luz del inminente lanzamiento del sucesor M2 y el hardware superior de Saturn y PlayStation. Consideraron que el hardware 3DO estaba sobrevalorado, pero aun así era muy bueno para su época, especialmente elogiando el motor DMA. Le dieron 2 de 5 estrellas, concluyendo que "se ha establecido como un sistema sólido con algunos buenos títulos en su biblioteca y más en camino. Sin embargo, la pregunta que debe responderse es la siguiente: ¿Es suficiente tener un 'buen sistema'?.
Citando la falta de exclusivas decentes y un "precio de venta astronómico", en 2009 el sitio web de videojuegos IGN eligió la 3DO como su 22a consola de videojuegos más grande de todos los tiempos, un poco más alta que la Atari Jaguar pero más baja que sus otros cuatro competidores principales: la SNES (4º mejor), Sega Genesis (5º), PlayStation (7º) y Sega Saturn (18º). En Yahoo! Games, la 3DO se ubicó entre los cinco peores lanzamientos de consolas debido a su línea de lanzamiento de un juego y su alto precio de lanzamiento.
El modelo comercial de Trip Hawkins para vender el 3DO fue ampliamente ridiculizado por las cifras de la industria.

## Legado
La compañía 3DO diseñó una consola de próxima generación que nunca se lanzó debido a varios problemas comerciales y tecnológicos. El proyecto M2, que comenzó como un complemento de acelerador para 3DO, consistía en utilizar dos procesadores PowerPC 602 además de las nuevas tecnologías de renderizado de vídeo y 3D. Al final del desarrollo, la empresa abandonó el negocio de hardware de consola y vendió la tecnología M2 a Matsushita.
Los juegos se ejecutaban directamente desde la unidad de CD-ROM, lo que provocaba tiempos de carga prolongados y una alta tasa de fallos debido al uso continuo del CD-ROM.

### Emulación
- PhoenixEmuProject: emulador 3DO 100% compatible desarrollado por uno de los autores de FreeDO (idioma ruso).[48]
- 4DO está trabajando en un emulador 3DO basado en el código fuente de FreeDO.[49] La mayoría de los juegos se pueden reproducir aunque con problemas menores.[50]